# Коця-Гура (Люблінське воєводство)
Коця-Гура (пол. Kocia Góra) — село в Польщі, у гміні Людвін Ленчинського повіту Люблінського воєводства.
Населення — 157 осіб (2011).

## Демографія
Демографічна структура станом на 31 березня 2011 року:
|          | Загалом | Допрацездатний вік | Працездатний вік | Постпрацездатний вік |
| -------- | ------- | ------------------ | ---------------- | -------------------- |
| Чоловіки | 80      | 16                 | 57               | 7                    |
| Жінки    | 77      | 14                 | 44               | 19                   |
| Разом    | 157     | 30                 | 101              | 26                   |